# Швеція на зимових Олімпійських іграх 1994
Швеція брала участь у Зимових Олімпійських іграх 1994 року у Ліллегаммері (Норвегія) усімнадцяте за свою історію, і завоювала дві золоті і одну срібну медалі. Збірну країни представляло 84 спортсмени (64 чоловіки та 20 жінок) у 10 видах спорту.

## Золото
- Гірськолижний спорт, жінки — Пернілла Віберг.
- Хокей, чоловіки:

| Томмі Сало       |  | Стефан Ернскуг   |  |  |
| Гокан Альготссон |  | Ніклас Ерікссон  |  |  |
| Томас Юнссон     |  | Даніель Ридмарк  |  |  |
| Крістіан Дю-Боє  |  | Юнас Бергквіст   |  |  |
| Лейф Роліньйо    |  | Єрген Єнссон     |  |  |
| Магнус Свенссон  |  | Петер Форсберг   |  |  |
| Фредрік Стіллман |  | Карл Берглунд    |  |  |
| Кенні Єнссон     |  | Андреас Даккелль |  |  |
| Рогер Юганссон   |  | Матс Неслунд     |  |  |
| Патрік Юлін      |  | Матс Сундін      |  |  |
| Рогер Ганссон    |  | Патрік Челльберг |  |  |
| Гокан Лооб       |  | Мікаель Сундлев  |  |  |

## Срібло
- Фристайл, жінки — Марі Ліндгрен.